# اقامتگاه خلج
اقامتگاه خلج مربوط به دوره صفوی است و در شهرستان مشهد، انتهای شهرک سیدی، روستای خلج واقع شده و این اثر در تاریخ ۲۴ تیر ۱۳۸۲ با شمارهٔ ثبت ۹۲۴۸ به‌عنوان یکی از آثار ملی ایران به ثبت رسیده است.